# Selenidium spinosis
Selenidium spinosis is een soort in de taxonomische indeling van de Myzozoa, een stam van microscopische parasitaire dieren. Het organisme komt uit het geslacht Selenidium en behoort tot de familie Selenidiidae. Selenidium spinosis werd in 1946 ontdekt door Ganapati.